# Dyspanopeus texanus
Dyspanopeus texanus är en kräftdjursart som först beskrevs av William Stimpson 1859.  Dyspanopeus texanus ingår i släktet Dyspanopeus och familjen Panopeidae. Inga underarter finns listade i Catalogue of Life.